# 三明治課程
三明治課程（Sandwich Course）分為三個階段，即理論學習階段、企業實習階段及理論學習階段，因結構類似三明治而得名。此課程的主要精神在使學生在學校學習的過程中，可以透過企業實習階段將所學的理論應用於實務經驗，並從中獲得驗證。
三明治課程原為英國的大學為使學生透過實務工作的體驗，來建立踏實的基本能力而設計。此種課程的設計首重雙方的合作誠意，一方面學校對於提供工作實習機會的機構給予專業上的支持，如擔任顧問、研發等工作；另一方面實習機構對於實習學生提供最適性的實習內容，並給予實務輔導。如此，雙方互補互利，才能建立良性的互動關係。三明治課程的設計，可以有效培育專門人才，也可以透過產學合作，整合學術界與實務界的力量，提升人力素養與產業競爭力。有關中小學師資的培育以及學校行政領導人才的培育，也可以透過此種合作的歷程，共創多贏的局面，但必須在以學習者為主體的前題之下，雙方進行真誠的合作才可望落實。

## 外部連結
- British Council官方網站（页面存档备份，存于）
- 英國三明治課程（页面存档备份，存于）